# Conwy (borough de comté)
Pour les articles homonymes, voir Conwy.
Conwy, initialement nommé Aberconwy and Colwyn en anglais et Aberconwy a Cholwyn en gallois,  est un borough de comté situé dans le nord du pays de Galles. La ville de Conwy en est le centre administratif.

## Communautés
| Nom anglais                | Nom gallois              | Population (2011) | Remarques                                      |
| -------------------------- | ------------------------ | ----------------- | ---------------------------------------------- |
| Abergele                   | Abergele                 | 10 577            | Ville.                                         |
| Betws-y-Coed               | Betws-y-Coed             | 564               |                                                |
| Betws yn Rhos              | Betws yn Rhos            | 1 052             |                                                |
| Bro Garmon                 | Bro Garmon               | 652               |                                                |
| Bro Machno                 | Bro Machno               | 617               |                                                |
| Caerhun                    | Caerhun                  | 1 292             |                                                |
| Capel Curig                | Capel Curig              | 206               |                                                |
| Cerrigydrudion             | Cerrigydrudion           | 740               |                                                |
| Colwyn Bay                 | Bae Colwyn               | 10 981            | Ville.                                         |
| Conwy                      | Conwy                    | 14 753            | Ville.                                         |
| Dolgarrog                  | Dolgarrog                | 446               |                                                |
| Dolwyddelan                | Dolwyddelan              | 474               |                                                |
| Eglwysbach                 | Eglwysbach               | 935               |                                                |
| Henryd                     | Henryd                   | 715               |                                                |
| Kinmel Bay and Towyn       | Bae Cinmel a Tywyn       | 8 460             | Ville. Comprend Kinmel Bay (en) et Towyn (en). |
| Llanddoged and Maenan      | Llanddoged a Maenan      | 602               | Comprend Llanddoged (en) et Maenan (en).       |
| Llanddulas and Rhyd-y-foel | Llanddulas a Rhyd-y-foel | 1 542             | Comprend Llanddulas (en) et Rhyd-y-foel (en).  |
| Llandudno                  | Llandudno                | 20 701            | Ville.                                         |
| Llanfair Talhaiarn         | Llanfair Talhaearn       | 1 070             |                                                |
| Llanfairfechan             | Llanfairfechan           | 3 637             | Ville.                                         |
| Llanfihangel Glyn Myfyr    | Llanfihangel Glyn Myfyr  | 189               |                                                |
| Llangernyw                 | Llangernyw               | 1 079             |                                                |
| Llangwm                    | Llangwm                  | 470               |                                                |
| Llannefydd                 | Llanefydd                | 590               |                                                |
| Llanrwst                   | Llanrwst                 | 3 323             | Ville.                                         |
| Llansanffraid Glan Conwy   | Llansanffraid Glan Conwy | 2 196             |                                                |
| Llansannan                 | Llansannan               | 1 335             |                                                |
| Llysfaen                   | Llysfaen                 | 2 743             |                                                |
| Mochdre                    | Mochdre                  | 1 923             |                                                |
| Old Colwyn                 | Hen Golwyn               | 8 113             |                                                |
| Penmaenmawr                | Penmaenmawr              | 4 353             | Ville.                                         |
| Pentrefoelas               | Pentrefoelas             | 356               |                                                |
| Rhos-on-Sea                | Llandrillo-yn-Rhos       | 7 593             |                                                |
| Trefriw                    | Trefriw                  | 783               |                                                |
| Ysbyty Ifan                | Ysbyty Ifan              | 196               |                                                |